# 이재용 (야구 선수)
이재용(1999년 2월 28일 ~ )은 전 KBO 리그 한화 이글스의 포수이다.

## NC 다이노스시절
2017년에 입단하였다. 2022년 5월 3일 삼성 라이온즈와의 경기에 출전하며 데뷔 첫 경기를 치렀고, 경기 후반에 교체 출전해 타석에는 들어서지 못했다.2022년5월6일 LG트윈스와의 경기에서 김진성을 상대로 데뷔 첫타석 초구 홈런을 기록했다.

## 한화 이글스시절
2023년 2월 14일 당시 NC 다이노스 소속이었던 그와 이명기, 한화 이글스 소속이었던 조현진, 2024년 KBO 리그 신인 드래프트 7라운드 지명권과 2:2 트레이드로 이적하였다.

## 출신 학교
- 장자초등학교 (구리리틀)
- 자양중학교
- 배재고등학교

## 통산 기록
| 연도 | 팀명  | 타율  | 경기 | 타수 | 득점 | 안타 | 2루타 | 3루타 | 홈런 | 루타 | 타점 | 도루 | 도실 | 볼넷 | 사구 | 삼진 | 병살 | 실책 |
| ---- | ----- | ----- | ---- | ---- | ---- | ---- | ----- | ----- | ---- | ---- | ---- | ---- | ---- | ---- | ---- | ---- | ---- | ---- |
| 2022 | NC    | 0.200 | 8    | 5    | 1    | 1    | 0     | 0     | 1    | 4    | 2    | 0    | 0    | 1    | 0    | 2    | 1    | 1    |
| 2023 | 한화  | 0.500 | 2    | 2    | 1    | 0    | 1     | 0     | 1    | 1    | 0    | 0    | 0    | 0    | 0    | 1    | 0    | 1    |
| 통산 | 2시즌 | 0.286 | 10   | 7    | 2    | 1    | 1     | 0     | 1    | 5    | 2    | 0    | 0    | 1    | 0    | 3    | 1    | 2    |